# Красное (Черниговский район, Черниговская область)
Кра́сное (укр. Кра́сне) — село Черниговского района Черниговской области Украины, центр сельского совета. Расположено в 24 км от районного центра и железнодорожного узла Чернигов. Население 536 человек. До 2016 года было центром Красненского сельсовета.
Код КОАТУУ: 2325585703. Почтовый индекс: 15572. Телефонный код: +380 462.

## История
Возле сёл Красное и Золотинка обнаружены два поселения эпохи неолита (V—IV тысячелетия до н. э.) и два поселения эпохи бронзы (II тысячелетие до н. э.).
Впервые село Красное упоминается в исторических документах, датируемых 1722 годом. Советская власть установлена в январе 1918 г. На фронтах Великой Отечественной войны сражались 325 жителей села, из них 198 награждены орденами и медалями, 193 погибли. Установлен памятник на братской могиле «советских воинов, погибших в ходе освобождения Красного от немецко-фашистских захватчиков». Сооружён обелиск в память о воинах-односельчанах, павших в боях против гитлеровских оккупантов.

## Власть
Орган местного самоуправления — Красненский сельский совет. Почтовый адрес: 15572, Черниговская обл., Черниговский р-н, с. Красное, ул. Зелёная, 4.
Красненскому сельскому совету, кроме Красного, подчинены сёла:
- Золотинка;
- Скоренец.

## Транспорт
Возле села проходит автомагистраль М-01, являющаяся частью европейского маршрута E 95.

## Галерея

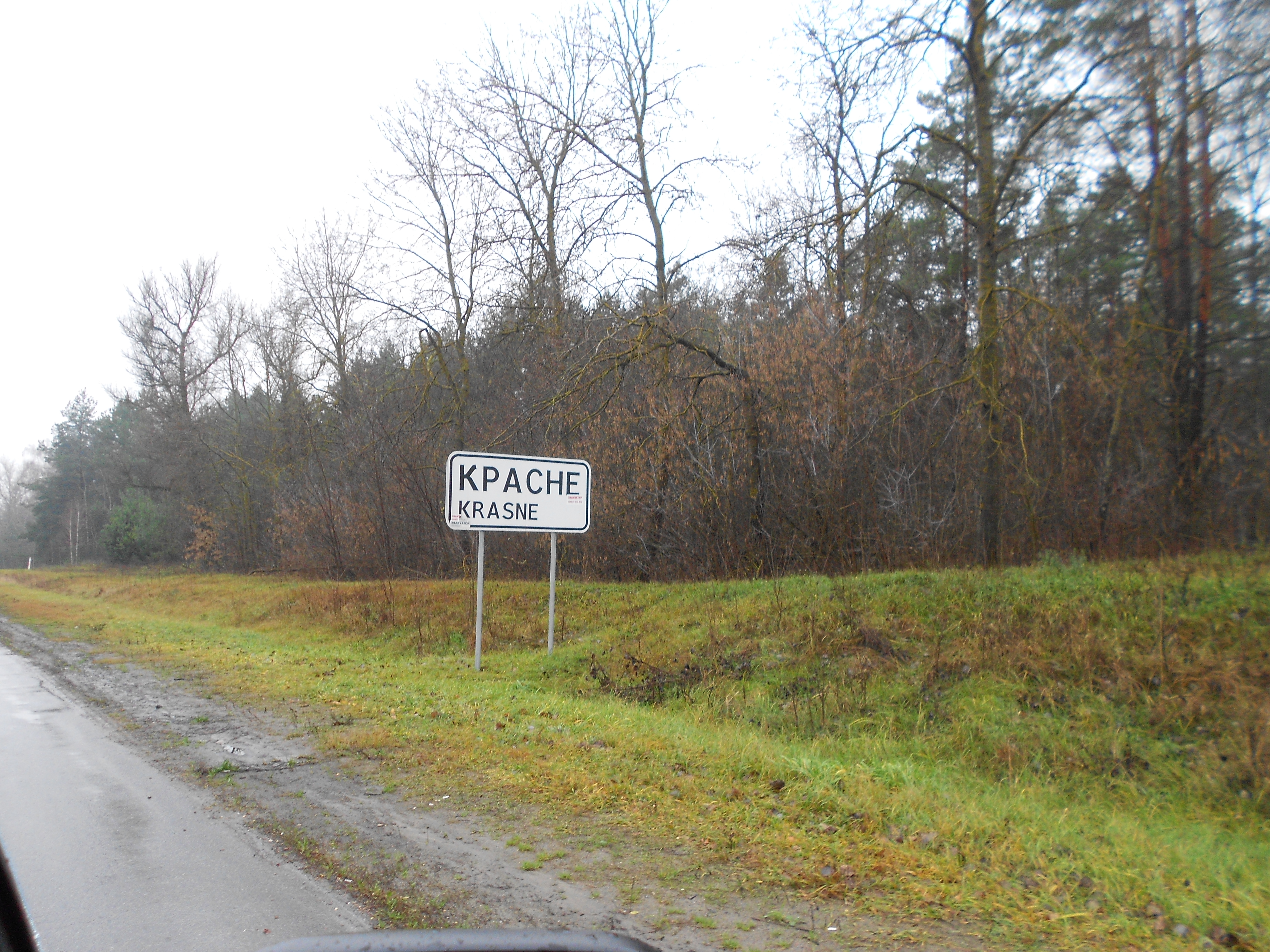
Знак "Красне".
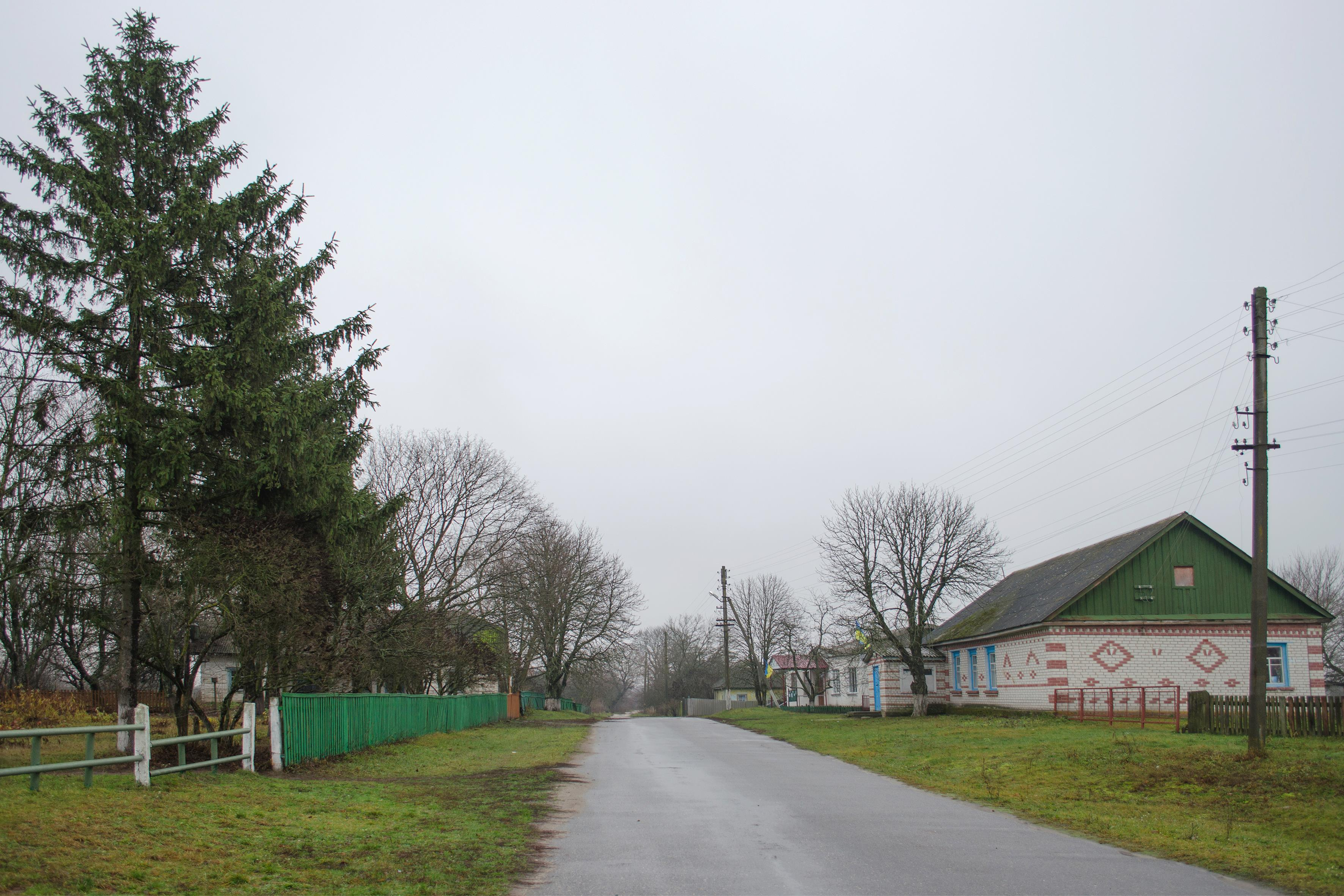
Улица
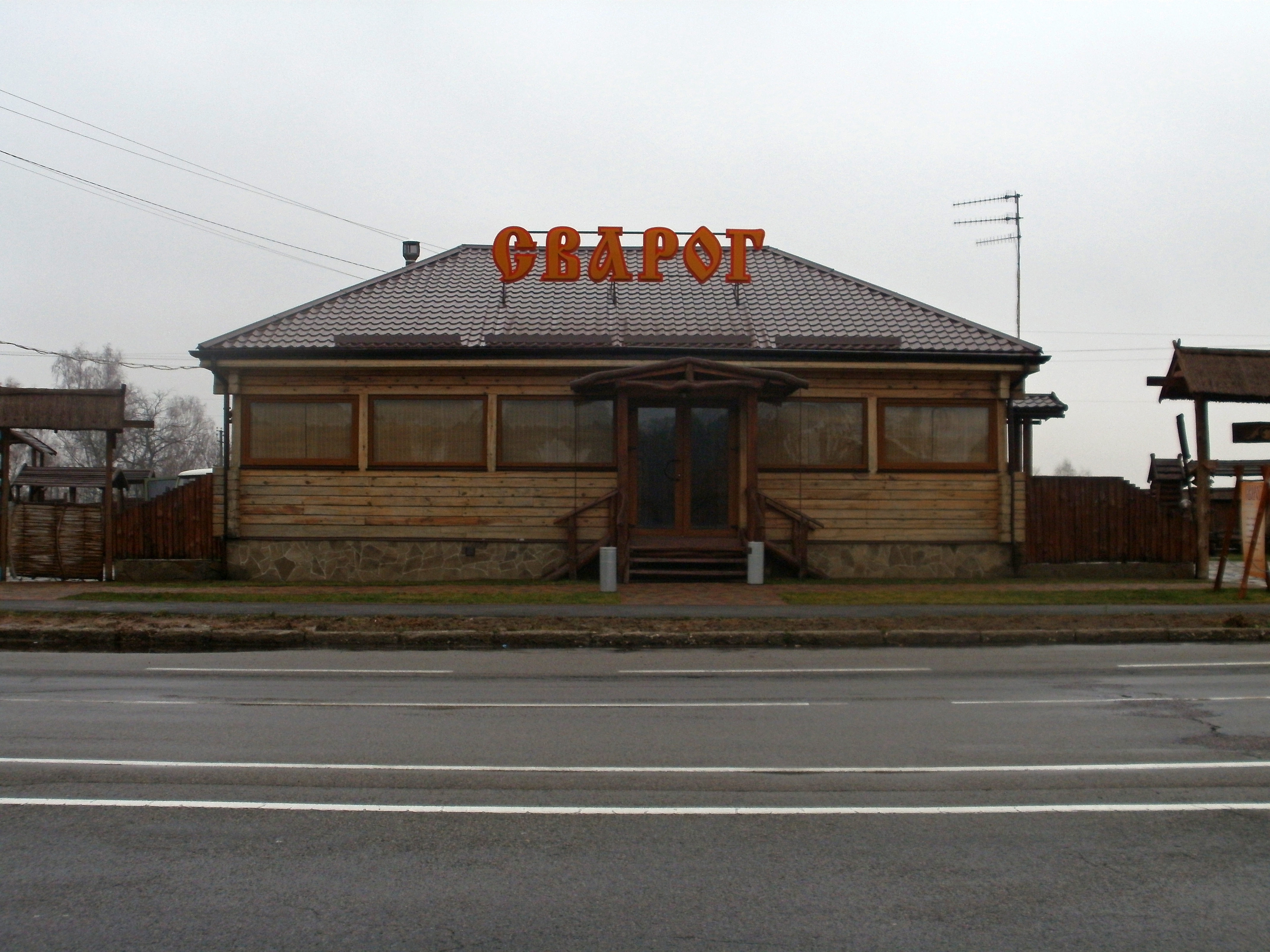
Кафе "Сварог"
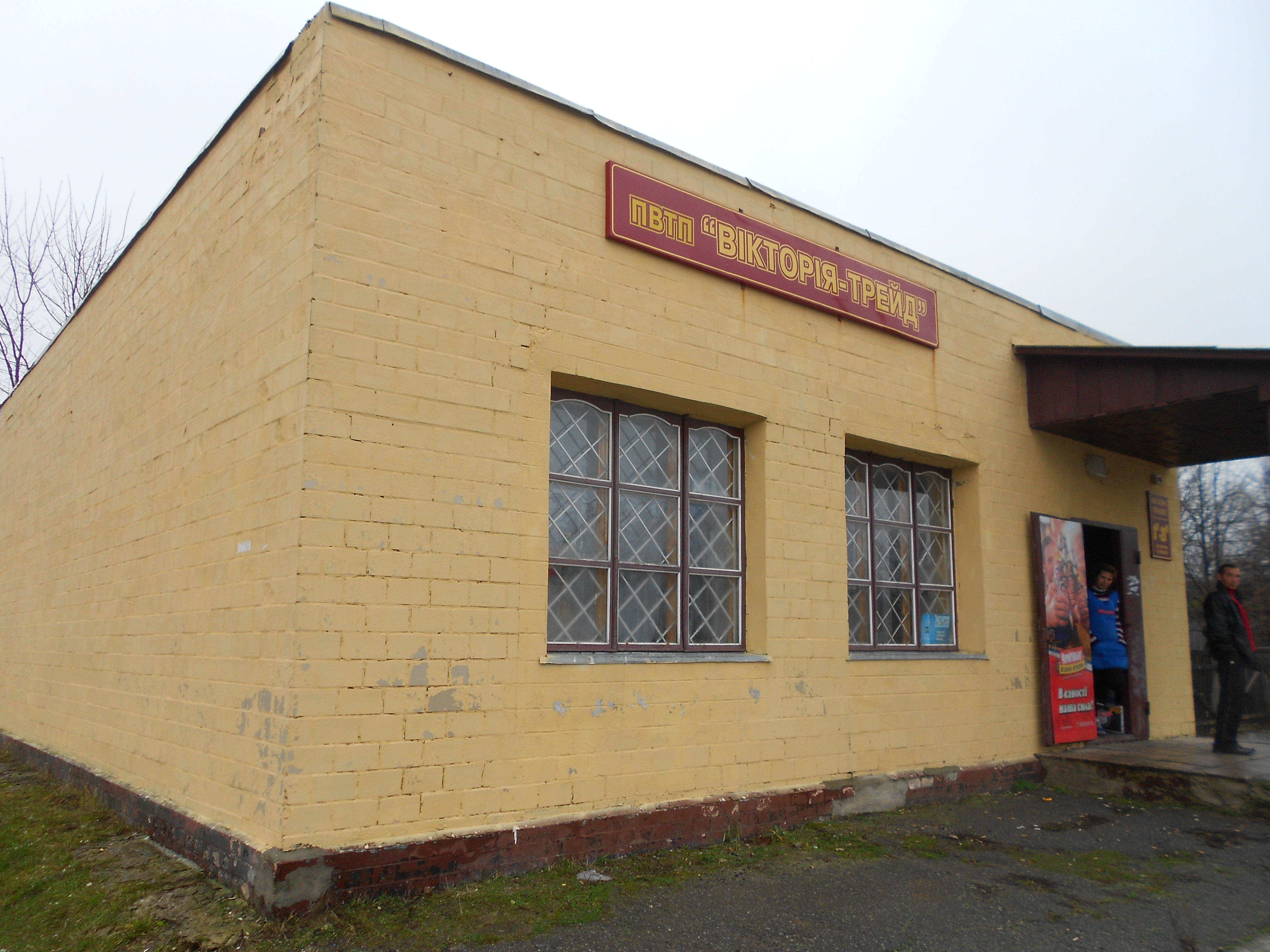
Магазин "Вікторія"
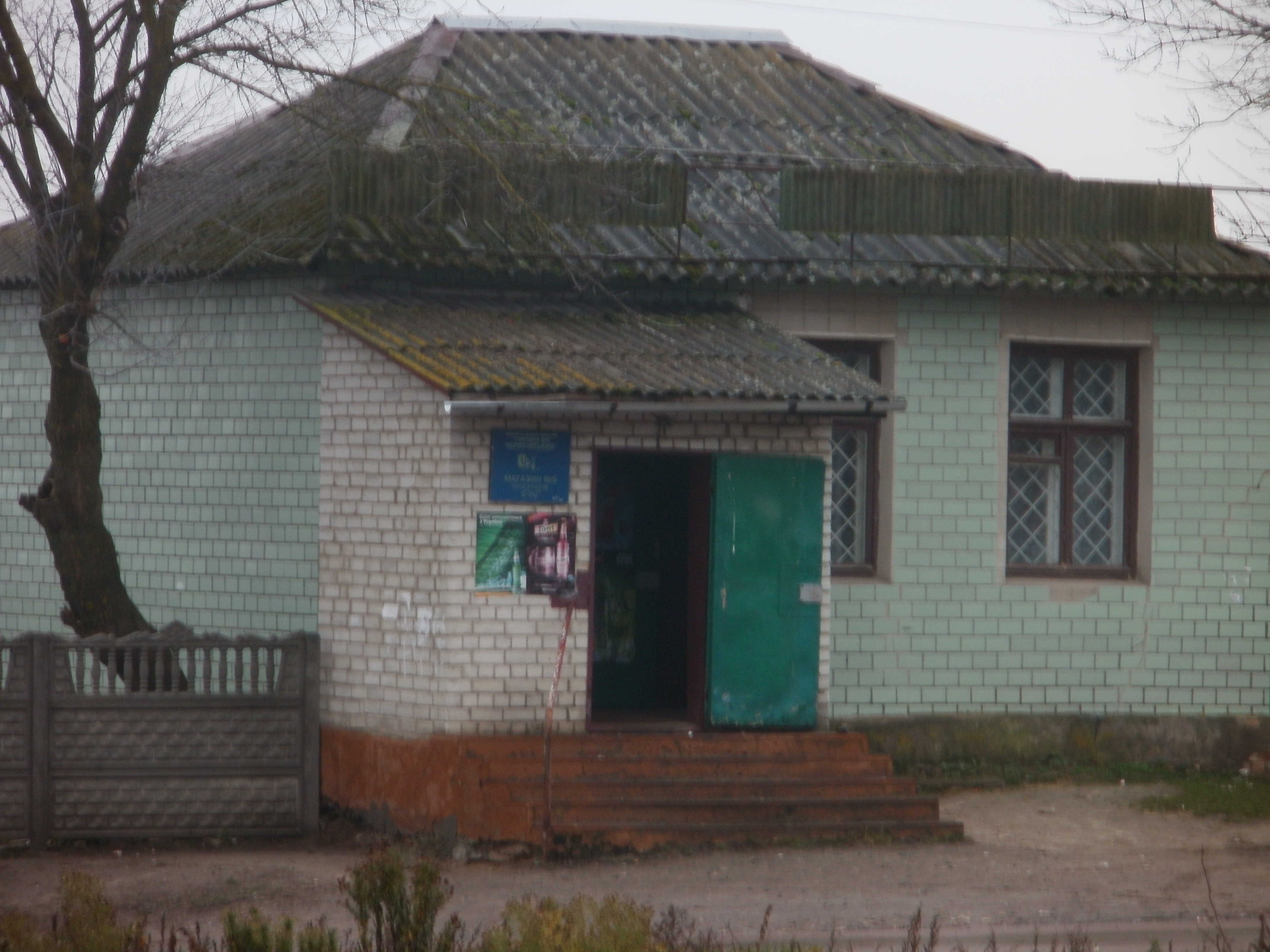
Магазин
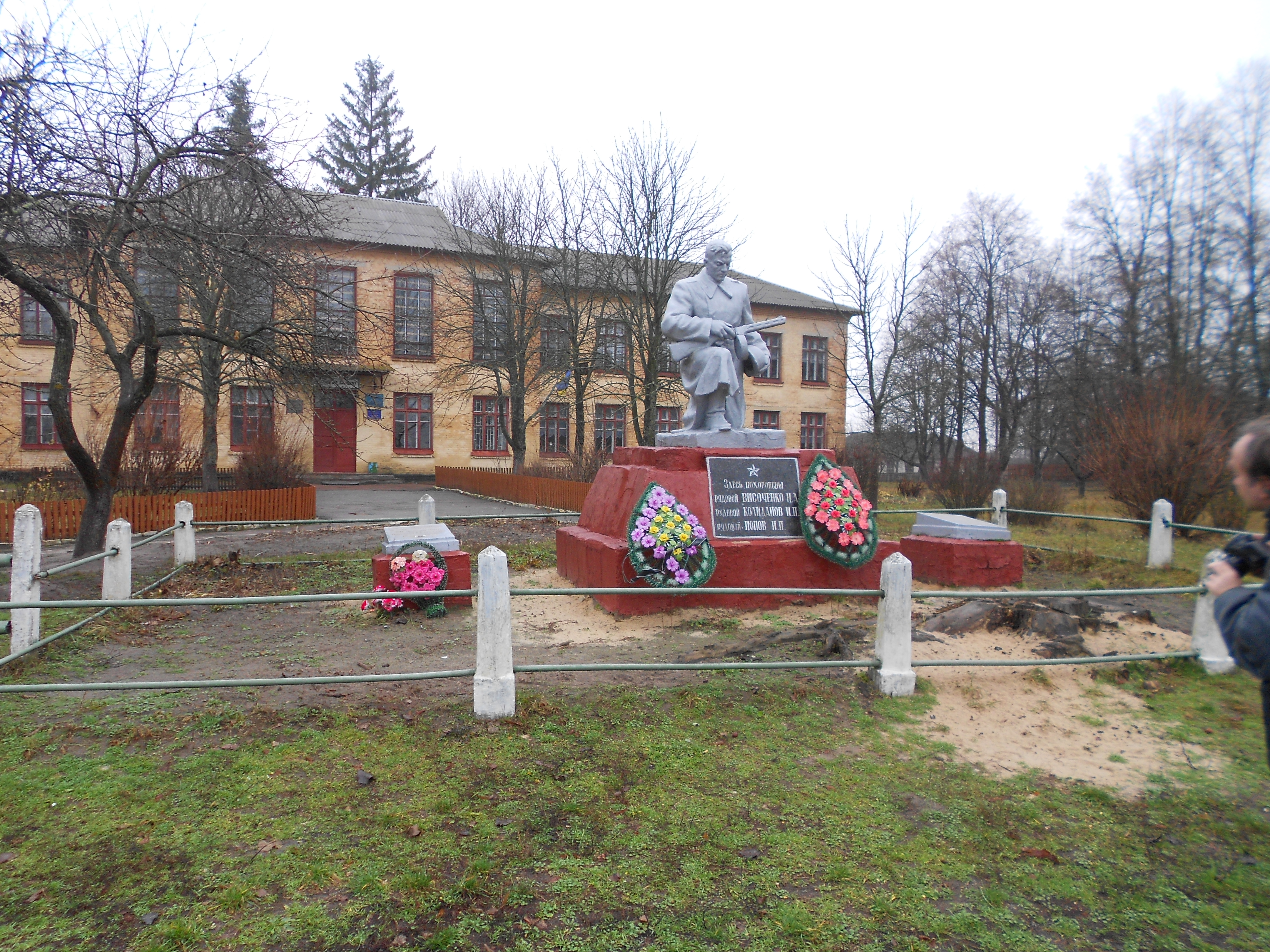
Братская могила
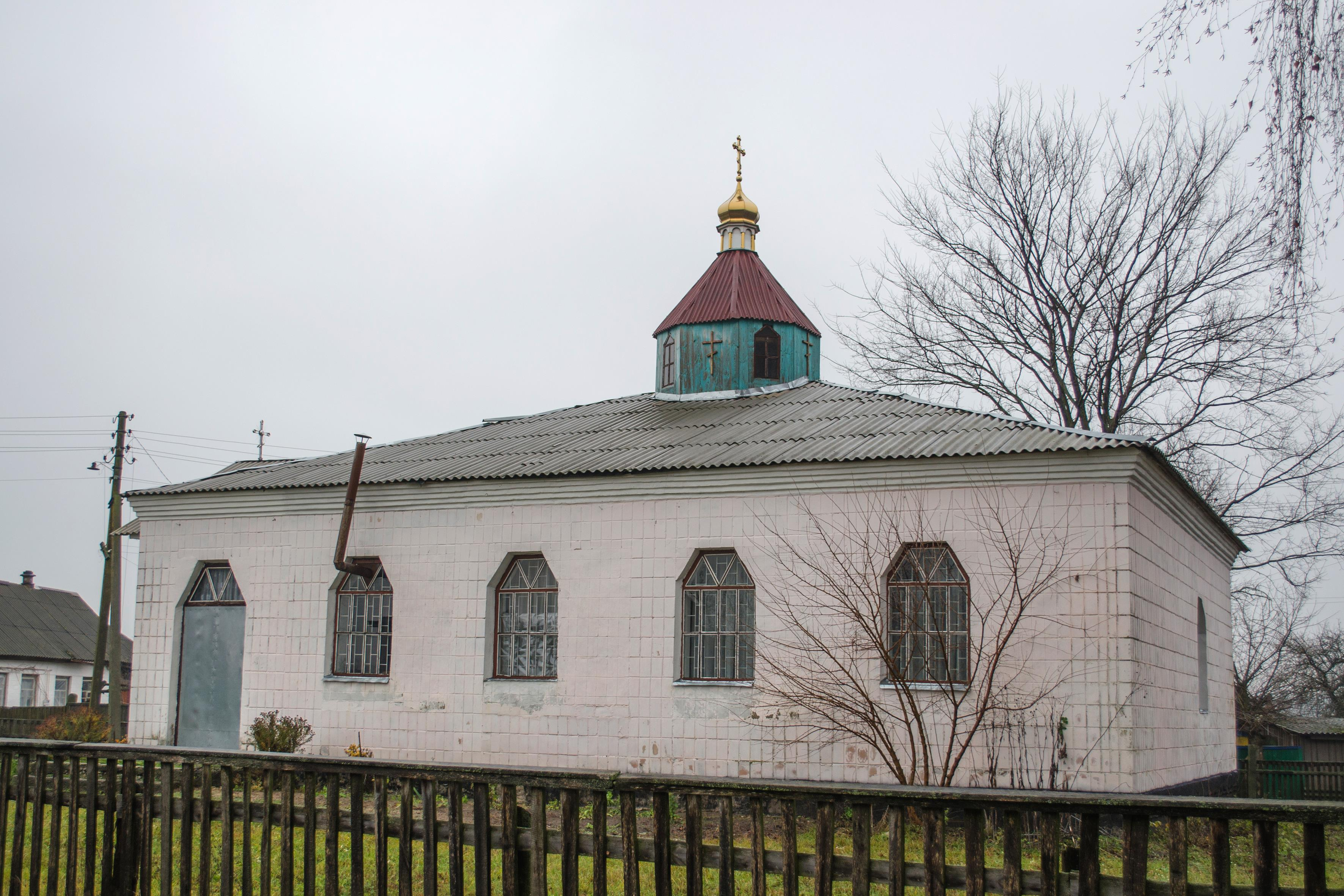
Церковь
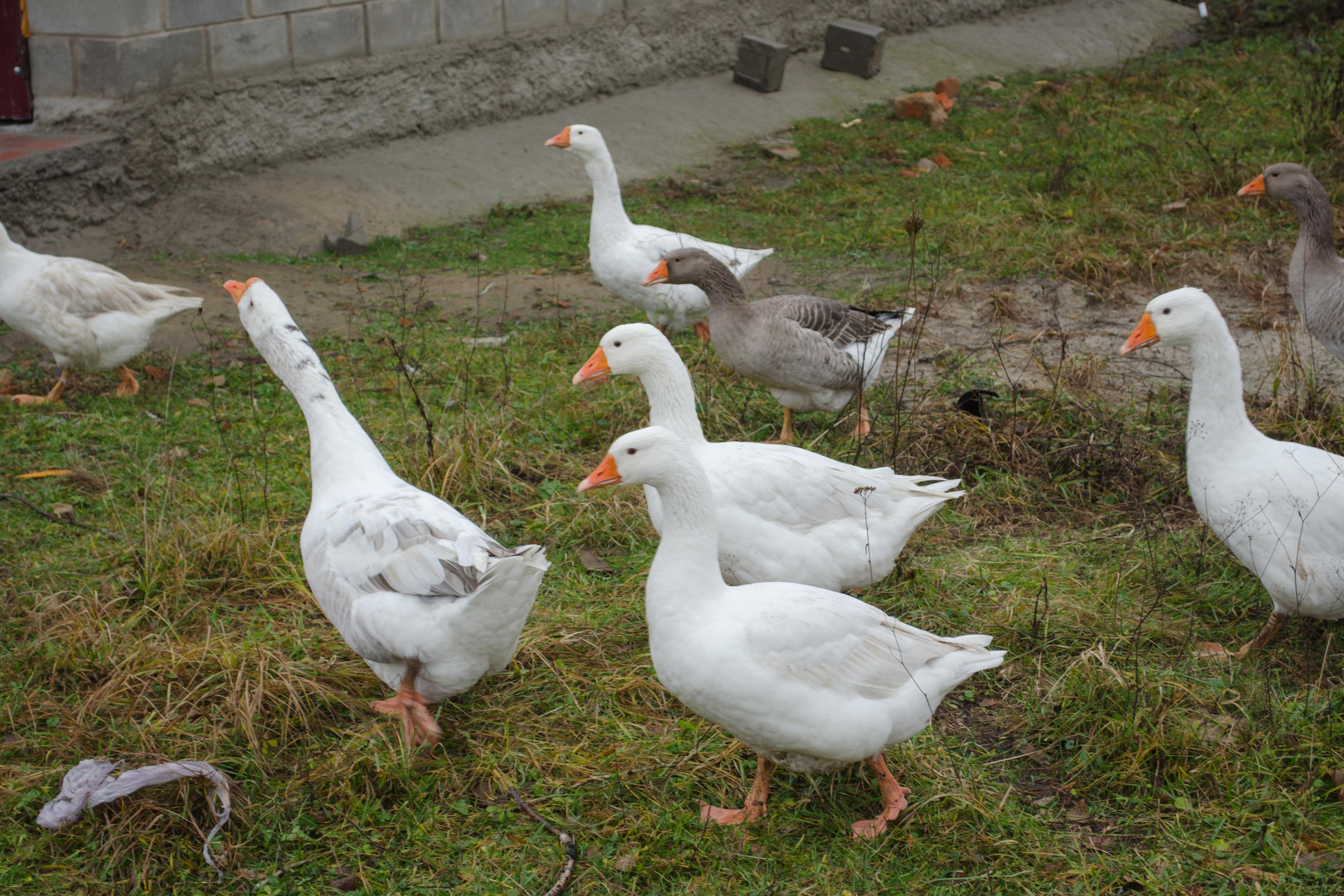
Гуси
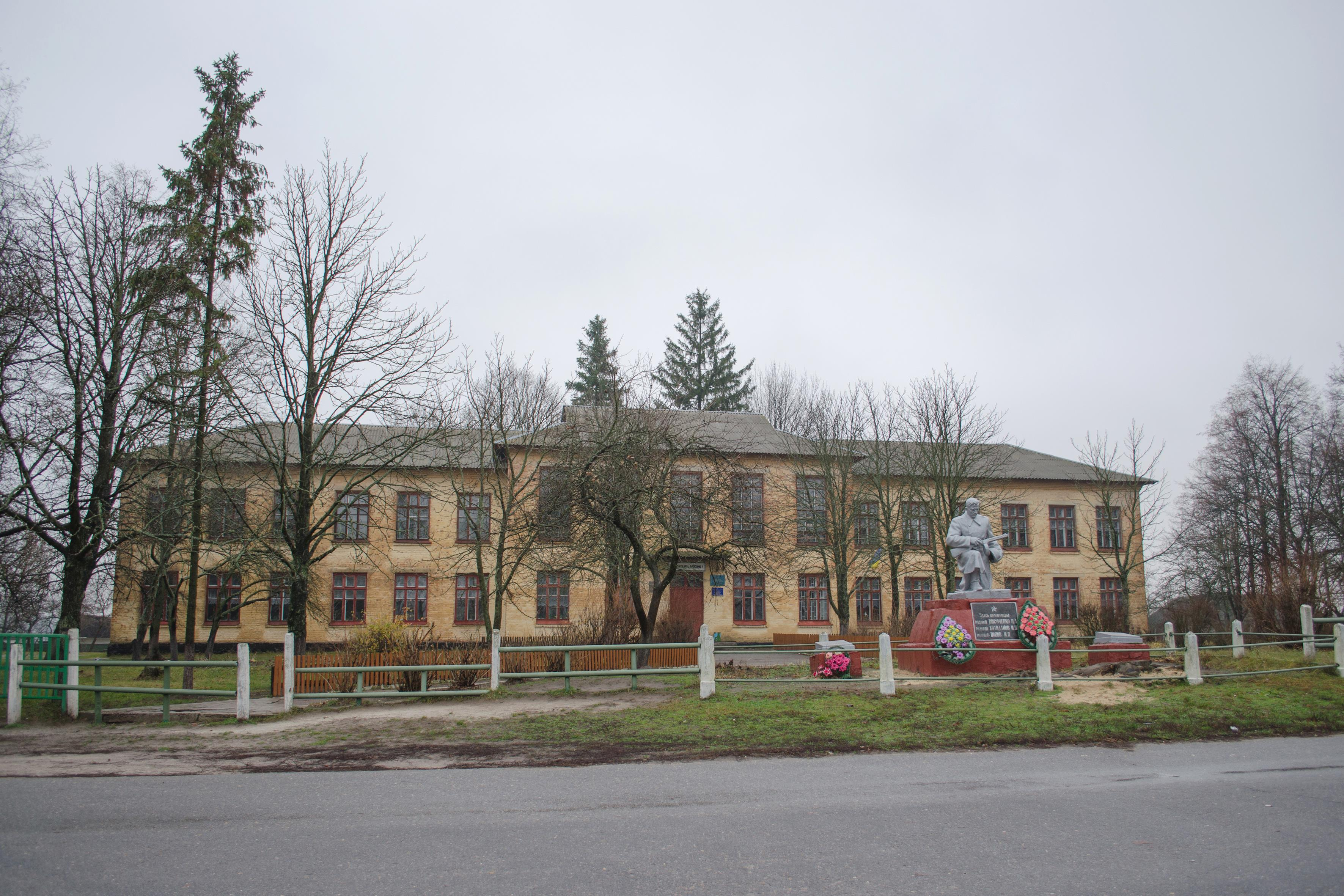
Школа